# Alouatta palliata aequatorialis
El mono aullador ecuatoriano (Alouatta palliata aequatorialis) es una subespecie de mono aullador. 

## Distribución
Se extiende desde Panamá (o, posiblemente, el extremo oriental de Costa Rica) a través de Colombia y Ecuador hasta el norte de Perú. Los límites varían entre el mono aullador de Ecuador y el Alouatta palliata palliata que no están del todo claras. El mono aullador ecuatoriano reemplaza al Alouatta palliata palliata en los extremos del este de Costa Rica o el oeste de Panamá.

## Descripción
Los monos aulladores de Ecuador difieren de los Alouatta palliata palliata sobre todo por ser más claros, con un color más amarillento.